# کالج بلویت
کالج بلویت (به انگلیسی: Beloit College) یک دانشگاه خصوصی در ایالات متحده آمریکا است که در بیلویت، ویسکانسین واقع شده‌است.